# Riedelia bidentata
Riedelia bidentata là một loài thực vật có hoa trong họ Gừng. Loài này được Theodoric Valeton miêu tả khoa học đầu tiên năm 1914.

## Phân bố
Loài này được tìm thấy ở cao độ 1.000 m trên dãy núi Toricelli, trong tỉnh Tây Sepik ở đông bắc Papua New Guinea. Mẫu vật điển hình: F.R.R. Schlechter 20240 do Rudolf Schlechter thu thập ngày 17 tháng 9 năm 1909.